# 廁刷

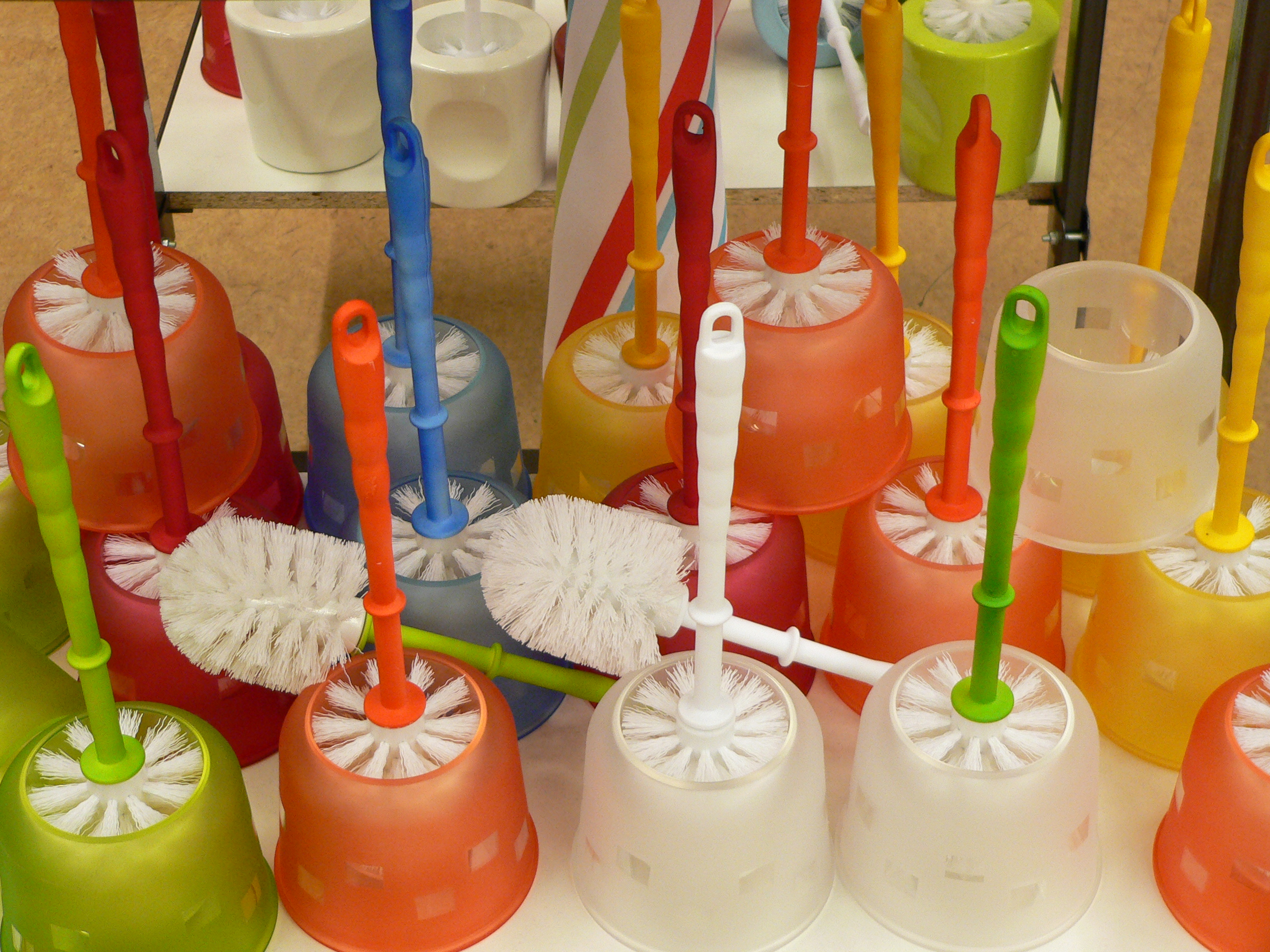
各式廁刷

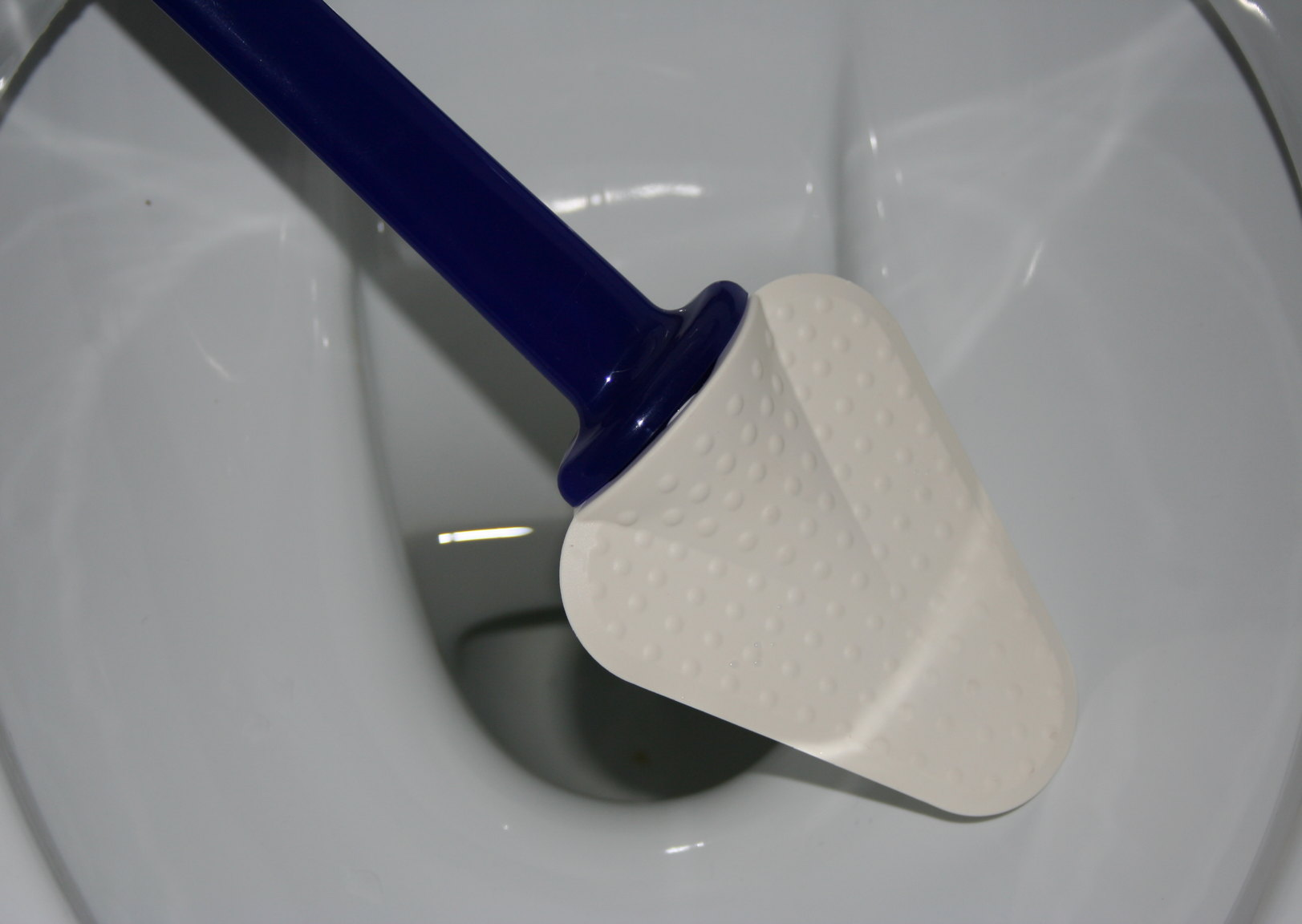
一個現代廁刷（攝於2013年）

廁刷是一種可以用來清洗廁所的刷子，通常置於廁所的便器旁，一般來說會搭配廁所清潔劑或漂白劑來使用。不過，廁刷既不能用來清洗存水彎（因爲搆不到）也不能用來清洗馬桶座圈。
在許多文化中，不使用化學馬桶清潔劑清除生物殘渣被認為是不禮貌的，因為這會在刷毛上留下殘留物。而有些人則認為，不立即用馬桶刷清除生物殘渣是不禮貌的。
典型的馬桶刷由一端堅硬的刷毛（通常呈圓形）和一根長柄組成。如今，馬桶刷通常由塑膠製成，但最初是用木頭和猪鬃毛，或用馬、牛、松鼠和獾的鬃毛製成的。馬桶刷通常存放在刷架中，但在某些情況下，刷子會完全隱藏在管子中。
電動馬桶刷與一般馬桶刷略有不同。刷毛固定在馬達轉子上，其工作原理類似電動牙刷。電源透過電磁感應連接，無需任何金屬接觸。
近年來，牙刷設計發生了普遍轉變，更加重視符合人體工學的設計。進一步的設計改進包括創新的牙刷托，它可以卡扣在刷毛末端，從而防止氣味、細菌和其他令人不快的物質釋放。
傳統馬桶刷的進一步改進，重點在於刷柄內細菌滋生的風險。一款已獲得專利的馬桶刷引入了抗菌液儲存器，方便每次使用後將刷子浸入馬桶內進行消毒。
最早製造廁刷的公司是美國的亞的斯亞貝巴刷子公司。該公司生產的廁刷使用了他們先前用來生產假聖誕樹的材料。
近年來，開始出現了一些注重人體工程學設計的廁刷。比如，在刷毛的末端裝上卡扣，以防止臭氣、細菌或者其他不令人愉快的東西的擴散。